# Населення Анголи
Населення Анголи. Чисельність населення країни 2015 року становила 19,625 млн осіб (59-те місце у світі), за даними офіційного перепису 2014 року 25,8 млн осіб. Чисельність ангольців стабільно збільшується, народжуваність 2015 року становила 38,78 ‰ (9-те місце у світі), смертність — 11,49 ‰ (29-те місце у світі), природний приріст — 2,78 % (16-те місце у світі) . 

## Природний рух

### Відтворення
Народжуваність в Анголі, станом на 2015 рік, дорівнює 38,78 ‰ (9-те місце у світі). Коефіцієнт потенційної народжуваності 2015 року становив 5,37 дитини на одну жінку (9-те місце у світі). Рівень застосування контрацепції 17,7 % (станом на 2009 рік). Середній вік матері при народженні першої дитини становив 18 років (оцінка на 2009 рік).
Смертність в Анголі 2015 року становила 11,49 ‰ (29-те місце у світі).
Природний приріст населення в країні 2015 року становив 2,78 % (16-те місце у світі).

### Вікова структура

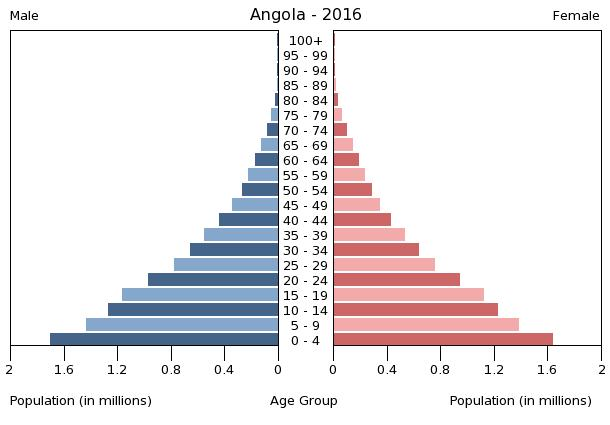
Віково-статева піраміда населення Анголи, 2016 рік

Середній вік населення Анголи становить 18,2 року (214-те місце у світі): для чоловіків — 18, для жінок — 18,3 року. Очікувана середня тривалість життя 2015 року становила 55,63 року (207-ме місце у світі), для чоловіків — 54,49 року, для жінок — 56,84 року.
Вікова структура населення Анголи, станом на 2015 рік, виглядає таким чином:
- діти віком до 14 років — 42,95 % (4 297 988 чоловіків, 4 131 037 жінок);
- молодь віком 15—24 роки — 20,65 % (2 061 704 чоловіки, 1 990 206 жінок);
- дорослі віком 25—54 роки — 29,46 % (2 916 132 чоловіки, 2 865 417 жінок);
- особи передпохилого віку (55—64 роки) — 3,98 % (379 531 чоловік, 401 563 жінки);
- особи похилого віку (65 років і старіші) — 2,96 % (269 164 чоловіки, 312 611 жінок)[1].

### Шлюбність— розлучуваність
Середній вік, коли чоловіки беруть перший шлюб, дорівнює 24,7 року, жінки — 21,4 року, загалом — 23,1 року (дані за 2001 рік).

## Розселення
Густота населення країни 2015 року становила 20,1 особи/км² (204-те місце у світі).

### Урбанізація
Ангола середньоурбанізована країна. Рівень урбанізованості становить 44 % населення країни (станом на 2015 рік), темпи зростання частки міського населення — 4,97 % (оцінка тренду за 2010—2015 роки).
Головні міста держави: Луанда (столиця) — 5,506 млн осіб, Уамбо — 1,269 млн осіб (дані за 2015 рік).

### Міграції
Річний рівень імміграції 2015 року становив 0,46 ‰ (71-ше місце у світі). Цей показник не враховує різниці між законними і незаконними мігрантами, між біженцями, трудовими мігрантами та іншими.

#### Біженці й вимушені переселенці
Станом на 2015 рік, в країні постійно перебуває 12,9 тис. біженців з Демократичної Республіки Конго.
Ангола є членом Міжнародної організації з міграції (IOM).

## Расово-етнічний склад
| Етнічний склад (2015 рік) | Етнічний склад (2015 рік) | Етнічний склад (2015 рік) | Етнічний склад (2015 рік) | Етнічний склад (2015 рік) |
| ------------------------- | ------------------------- | ------------------------- | ------------------------- | ------------------------- |
| Етнос:                    |                           |                           | Відсоток:                 |                           |
| овімбунду                 | овімбунду                 |                           | 37%                       | 37%                       |
| кімбунду                  | кімбунду                  |                           | 25%                       | 25%                       |
| баконго                   | баконго                   |                           | 13%                       | 13%                       |
| мішаного походження       | мішаного походження       |                           | 2%                        | 2%                        |
| європейці                 | європейці                 |                           | 1%                        | 1%                        |
| інші                      | інші                      |                           | 22%                       | 22%                       |

Головні етноси країни: овімбунду — 37 %, кімбунду — 25 %, баконго — 13 %, мішаного походження від європейців і африканців — 2 %, європейці — 1 %, інші — 22 % населення.

## Мови
| Мови Анголи (2012 рік) | Мови Анголи (2012 рік) | Мови Анголи (2012 рік) | Мови Анголи (2012 рік) | Мови Анголи (2012 рік) |
| ---------------------- | ---------------------- | ---------------------- | ---------------------- | ---------------------- |
| Мова:                  |                        |                        | Відсоток:              |                        |
| португальська          | португальська          |                        | 71.2%                  | 71.2%                  |
| умбунду                | умбунду                |                        | 23%                    | 23%                    |
| кіконго                | кіконго                |                        | 8.2%                   | 8.2%                   |
| кімбунду               | кімбунду               |                        | 7.8%                   | 7.8%                   |
| чокве-чокве            | чокве-чокве            |                        | 6.5%                   | 6.5%                   |
| нганека                | нганека                |                        | 3.4%                   | 3.4%                   |
| нгангуела              | нгангуела              |                        | 3.1%                   | 3.1%                   |
| фіоте                  | фіоте                  |                        | 2.4%                   | 2.4%                   |
| квангама               | квангама               |                        | 2.3%                   | 2.3%                   |
| магамбі                | магамбі                |                        | 2.1%                   | 2.1%                   |
| лувале                 | лувале                 |                        | 1%                     | 1%                     |
| інші                   | інші                   |                        | 3.6%                   | 3.6%                   |

Офіційна мова: португальська — розмовляє 71,2 % населення держави. Інші поширені мови: умбунду — 23 %, кіконго — 8,2 %, кімбунду — 7,8 %, чокве-чокве — 6,5 %, нганека — 3,4 %, нгангуела — 3,1 %, фіоте — 2,4 %, квангама — 2,3 %, магамбі — 2,1 %, лувале — 1 %, інші мови — 3,6 % (оцінка 2014 року).

## Релігії
| Релігії в Анголі (2014 рік) | Релігії в Анголі (2014 рік) | Релігії в Анголі (2014 рік) | Релігії в Анголі (2014 рік) | Релігії в Анголі (2014 рік) |
| --------------------------- | --------------------------- | --------------------------- | --------------------------- | --------------------------- |
| Віросповідання:             |                             |                             | Відсоток:                   |                             |
| католики                    | католики                    |                             | 41.1%                       | 41.1%                       |
| протестанти                 | протестанти                 |                             | 38.1%                       | 38.1%                       |
| інші                        | інші                        |                             | 8.6%                        | 8.6%                        |
| атеїсти                     | атеїсти                     |                             | 12.3%                       | 12.3%                       |

Головні релігії й вірування, які сповідує, і конфесії та церковні організації, до яких відносить себе населення країни: римо-католицтво — 41,1 %, протестантизм — 38,1 %, інші — 8,6 %, не сповідують жодної — 12,3 % (станом на 2014 рік).

## Освіта
Рівень письменності 2015 року становив 71,1 % дорослого населення (віком від 15 років): 82 % — серед чоловіків, 60,7 % — серед жінок.
Державні витрати на освіту становлять 3,4 % ВВП країни, станом на 2010 рік (127-ме місце у світі). Середня тривалість освіти становить 10 років, для хлопців — до 13 років, для дівчат — до 8 років (станом на 2011 рік).

## Охорона здоров'я
Забезпеченість лікарями в країні на рівні 0,17 лікаря на 1000 мешканців (станом на 2009 рік). Загальні витрати на охорону здоров'я 2014 року становили 3,3 % ВВП країни (172-ге місце у світі).
Смертність немовлят до 1 року, станом на 2015 рік, становила 78,26 ‰ (8-ме місце у світі); хлопчиків — 81,96 ‰, дівчаток — 74,38 ‰. Рівень материнської смертності 2015 року становив 477 випадків на 100 тис. народжень (25-те місце у світі).
Ангола входить до складу ряду міжнародних організацій: Міжнародного руху (ICRM) і Міжнародної федерації товариств Червоного Хреста і Червоного Півмісяця (IFRCS), Дитячого фонду ООН (UNISEF), Всесвітньої організації охорони здоров'я (WHO).

### Захворювання
Потенційний рівень зараження інфекційними хворобами в країні дуже високий. Найпоширеніші інфекційні захворювання: діарея, гепатит А, черевний тиф, гарячка денге, малярія, шистосомози, сказ (станом на 2016 рік).
2014 року зареєстровано 304,4 тис. хворих на СНІД (21-ше місце в світі), це 2,41 % населення в репродуктивному віці 15—49 років (25-те місце у світі). Смертність 2014 року від цієї хвороби становила 11,7 тис. осіб (20-те місце у світі).
Частка дорослого населення з високим індексом маси тіла 2014 року становила 8,5 % (147-ме місце у світі); частка дітей віком до 5 років зі зниженою масою тіла становила 15,6 % (оцінка на 2007 рік). Ця статистика показує як власне стан харчування, так і наявну/гіпотетичну поширеність різних захворювань.

### Санітарія
Доступ до облаштованих джерел питної води 2015 року мало 75,4 % населення в містах і 28,2 % в сільській місцевості; загалом 49 % населення країни. Відсоток забезпеченості населення доступом до облаштованого водовідведення (каналізація, септик): в містах — 88,6 %, в сільській місцевості — 22,5 %, загалом по країні — 51,6 % (станом на 2015 рік). Споживання прісної води, станом на 2005 рік, дорівнює 0,71 км³ на рік, або 40,27 тонни на одного мешканця на рік: з яких 45 % припадає на побутові, 34 % — на промислові, 21 % — на сільськогосподарські потреби.

## Соціально-економічне становище
Співвідношення осіб, що в економічному плані залежать від інших, до осіб працездатного віку (15—64 роки) загалом становить 99,9 % (станом на 2015 рік): частка дітей — 95,2 %; частка осіб похилого віку — 4,6 %, або 21,6 потенційно працездатного на 1 пенсіонера. Загалом ці показники характеризують рівень потреби державної допомоги в секторах освіти, охорони здоров'я та пенсійного забезпечення, відповідно. За межею бідності 2006 року перебувало 40,5 % населення країни. Розподіл доходів домогосподарств в країні виглядає таким чином: нижній дециль — 0,6 %, верхній дециль — 44,7 % (станом на 2000 рік).
Станом на 2013 рік, в країні 15 млн осіб не має доступу до електромереж; 30 % населення має доступ, в містах цей показник дорівнює 46 %, у сільській місцевості — 18 %. Рівень проникнення інтернет-технологій надзвичайно низький. Станом на липень 2015 року в країні налічувалось 2,434 млн унікальних інтернет-користувачів (81-ше місце у світі), що становило 12,4 % загальної кількості населення країни.

### Трудові ресурси
Загальні трудові ресурси 2015 року становили 10,51 млн осіб (52-ге місце у світі). Зайнятість економічно активного населення у господарстві країни розподіляється таким чином: аграрне, лісове і рибне господарства — 85 %; промисловість і сфера послуг — 15 % (станом на 2003 рік). 832,89 тис. дітей у віці від 5 до 14 років (24 % загальної кількості) 2001 року були залучені до дитячої праці. Дані про рівень безробіття серед працездатного населення країни, станом на 2015 рік, відсутні.

## Кримінал

### Наркотики

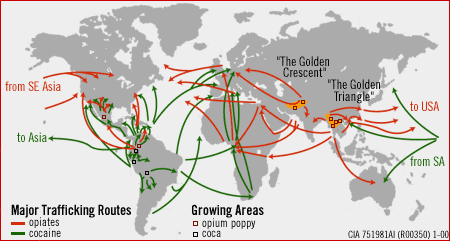
Світові маршрути наркотрафіку

Країна слугує транзитним пунктом на шляхах наркотрафіку до Західної Європи і Південної Африки.

### Торгівля людьми
Згідно зі щорічною доповіддю про торгівлю людьми (англ. Trafficking in Persons Report) Управління з моніторингу та боротьби з торгівлею людьми Державного департаменту США, уряд Анголи докладає значних зусиль у боротьбі з явищем примусової праці, сексуальної експлуатації, незаконною торгівлею внутрішніми органами, але не повною мірою, країна перебуває у списку спостереження другого рівня.

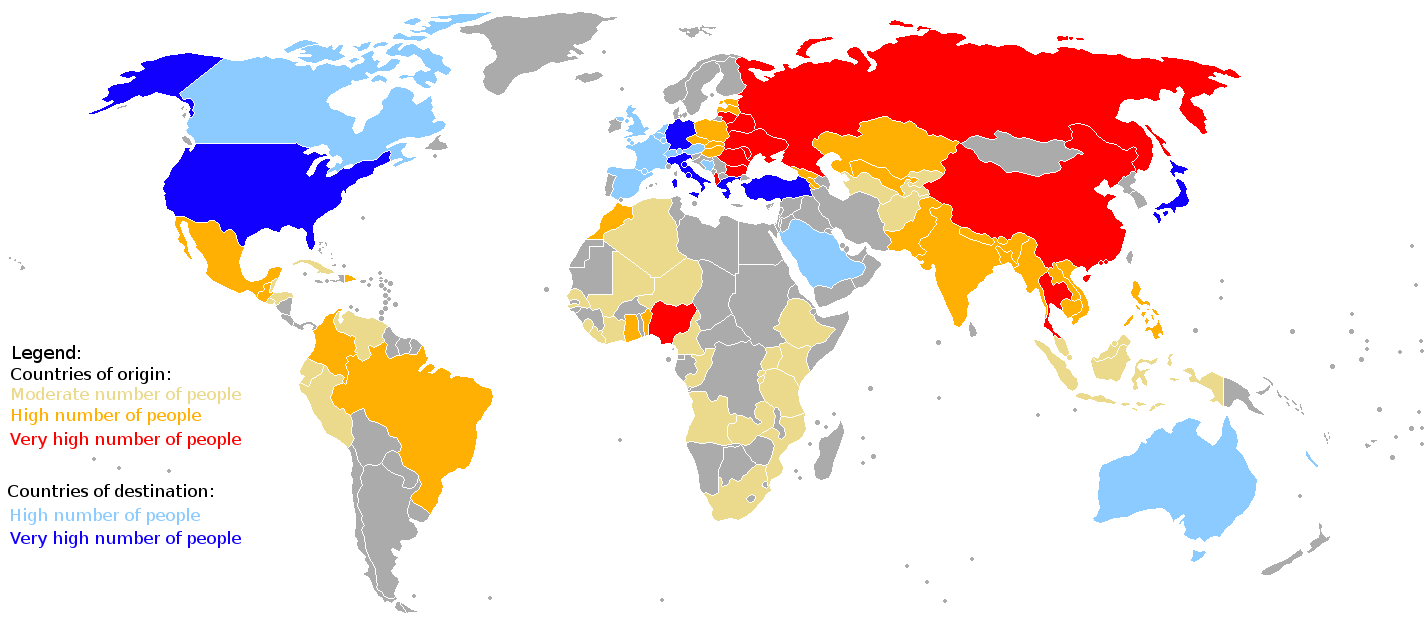
Країни-донори (червоний) і країни-реципієнти кримінальних потоків  (англ.)
Глобальна боротьба з торгівлею людьми (англ.)

## Гендерний стан
Статеве співвідношення (оцінка 2015 року):
- при народженні — 1,05 особи чоловічої статі на 1 особу жіночої;
- у віці до 14 років — 1,04 особи чоловічої статі на 1 особу жіночої;
- у віці 15—24 років — 1,04 особи чоловічої статі на 1 особу жіночої;
- у віці 25—54 років — 1,02 особи чоловічої статі на 1 особу жіночої;
- у віці 55—64 років — 0,95 особи чоловічої статі на 1 особу жіночої;
- у віці за 64 роки — 0,86 особи чоловічої статі на 1 особу жіночої;
- загалом — 1,02 особи чоловічої статі на 1 особу жіночої[1].

## Демографічні дослідження
Демографічні дослідження у країні ведуться рядом державних і наукових установ:

### Українською
- Атлас. 10—11 клас. Економічна і соціальна географія світу / упорядники :  О. Я. Скуратович, Н. І. Чанцева. — К. : ДНВП «Картографія», 2010. — ISBN 978-966-475-639-3.
- Атлас світу / голов. ред. І. С. Руденко ; зав. ред. В. В. Радченко ; відп. ред. О. В. Вакуленко. — К. : ДНВП «Картографія», 2005. — 336 с. — ISBN 9666315467.
- Безуглий В. В. Економічна і соціальна географія зарубіжних країн : Навчальний посібник. — К. : ВЦ «Академія», 2007. — 704 с. — ISBN 978-966-580-239-6.
- Безуглий В. В., Козинець С. В. Регіональна економічна і соціальна географія світу : Навчальний посібник. — видання 2-ге, доп., перероб. — К. : ВЦ «Академія», 2007. — 688 с. — ISBN 966-580-144-9.
- Головченко В. І., Кравчук О. Країнознавство: Азія, Африка, Латинська Америка, Австралія і Океанія. — К., 2006. — 335 с. — ISBN 966-8939-04-2.
- Гудзеляк І. І. Географія населення: Навчальний посібник / І. Гудзеляк. — Л. : Видавничий центр ЛНУ імені Івана Франка, 2008. — 232 с. — ISBN 978-966-613-599-8.
- Дахно І. І. Країни світу: Енциклопедичний довідник / І. І. Дахно, С. М. Тимофієв. — К. : Мапа, 2011. — 606 с. — (Бібліотека нового українця) — ISBN 978-966-8804-23-6.
- Дахно І. І. Економічна географія зарубіжних країн : навчальний посібник. — К. : Центр учбової літератури, 2014. — 319 с. — ISBN 978-611-01-0682-5.
- Джаман В. О. Регіональні системи розселення: демографічні аспекти. — Чернівці : Рута, 2003. — 392 с. — ISBN 9665685988.
- Дорошенко Л. С. Демографія: Навчальний посібник. — К. : МАУП, 2005. — 112 с. — ISBN 966-608-442-2.
- Дубович І. А. Країнознавчий словник-довідник. — 5-те вид., перероб. і доп. — К. : Знання, 2008. — 839 с. — ISBN 978-966-346-330-8.
- Економічна і соціальна географія країн світу. Навчальний посібник / За ред. Кузика С. П. — Л. : Світ, 2002. — 672 с. — ISBN 966-603-178-7.
- Загальна медична географія світу / В. О. Шевченко [та ін.] — К. : [б.в.], 1998. — 178 с.
- Книш М. М., Мамчур О. І. Регіональна економічна і соціальна географія світу (Латинська Америка та Карибські країни, Африка, Азія, Океанія) : навч. посіб. — Л. : ЛНУ ім. Івана Франка, 2013. — 368 с. — ISBN 978-617-10-0007-0.
- Крисаченко В. С. Динаміка населення: Популяційні, етнічні та глобальні виміри. — К. : Видавництво Національного інституту стратегічних досліджень, 2005. — 368 с. — ISBN 966-554-083-1.
- Любіцева О. О., Мезенцев К. В., Павлов С. В. Географія релігій. — К. : АртЕК, 1999. — 504 с. — ISBN 966-505-006-0.
- Масляк П. О. Країнознавство. — К. : Знання, 2007. — 292 с. — (Вища освіта XXI століття)
- Масляк П. О., Дахно І. І. Економічна і соціальна географія світу / П. О. Масляк, І. І. Дахно ; за ред. П. О. Масляка. — К. : Вежа, 2003. — 280 с. — ISBN 966-7091-53-8.

### Російською
- (рос.) Ангола // Демографический энциклопедический словарь / главн. ред. Валентей Д. И. — М. : Советская энциклопедия, 1985. — 608 с.
- (рос.) Ангола // Африка: энциклопедический справочник [в 2-х тт.] / гл. ред. А. Громыко. — М. : Советская энциклопедия, 1986. — Т. 1. — 672 с.
- (рос.) Ангола // Страны и народы. Африка. Западная и Центральная Африка / Редкол. : М. Б. Горнунг, Г. Б. Старушенко (отв. ред.) и др. — М. : «Мысль», 1979. — 301 с. — (Страны и народы) — 180 тис. прим.
- (рос.) Атлас народов мира / Отв. ред. С. И. Брук и В. С. Апенченко. — М. : ГУГК ГГК СССР и Институт этнографии им. Н. Н. Миклухо-Маклая АН СССР, 1964. — 185 с. — 20 тис. прим.
- (рос.) Численность и расселение народов мира. Этнографические очерки / под ред. С. И. Брука. — М. : Издательство АН СССР, 1962. — 487 с.
- (рос.) Лаппо Г. М. География городов: Учебное пособие для географических факультетов вузов. — М. : Туманит, изд. центр ВЛАДОС, 1997. — 476 с. — ISBN 5-691-00047-0.
- (рос.) Ягельский А. География населения. — М. : Прогресс, 1980. — 383 с.